# Gospenroda
Gospenroda ist ein Ortsteil der Stadt Werra-Suhl-Tal im Wartburgkreis in Thüringen.

## Geografie
Gospenroda liegt fünf Kilometer südöstlich vom Verwaltungssitz Berka/Werra entfernt am Südrand der Horschlitter Mulde. Höchste Erhebung der Gemarkung ist eine bewaldete Kuppe mit der sagenumwobenen „Geschworenen Eiche“ (403,1 m ü. NN). Die Gesamtfläche der Gemarkung beträgt 9,29 km². 
Die Berge Landerskopf (362,7 m ü. NN), Weinberg (355,9 m ü. NN), Salzberg (305,6 m ü. NN) und Abterodaer Berg (307,7 m ü. NN) bilden den südlichen Rand dieser Senke. Die teils bewaldeten Berge zählen zum Frauenseer Forst. Der „Hauptgraben“, ein linker Nebenfluss der Suhl, entwässert die Gemeindeflur.

## Geschichte
Gospenroda zählte im Mittelalter zum Gebiet des Amtes Hausbreitenbach, die Rodungssiedlung lag unweit der Hohen Straße, die westlich der Ortslage von Vacha kommend über Abteroda nach Berka/Werra führte. Die Ersterwähnung des Ortes Gospenroda erfolgte im Urkundenbuch des Klosters Frauensee im Jahr 1239.
1733 wurde Gospenroda dem hessischen Amt Frauensee angegliedert, nachdem der Landgraf Friedrich von Hessen seine Ansprüche auf das gemeinsam mit Sachsen-Eisenach verwaltete Amt Hausbreitenbach fallen ließ und dafür aus demselben u. a. den Ort erhielt. Infolge des Wiener Kongresses gelangte Gospenroda mit dem Amt Frauensee im Jahr 1816 an das Großherzogtum Sachsen-Weimar-Eisenach.
Von C. Kronfeld wurden 1879 landeskundliche und statistische Angaben zum Ort publiziert: Gospenroda ist ein Dorf mit 63 Wohnhäusern und 351 Einwohnern. Die Gesamtfläche des Dorfes beträgt 306,96 ha, davon entfallen auf Hofstellen und Gärten 8,34 ha, Wiesen 28,41 ha, Ackerland 217,34 ha, Wald 3,76 ha, Teiche, Bäche und Flüsse 0,29 ha, Wege, Triften und Obstgehölze 48,8 ha. Der Viehbestand umfasst 13 Pferde, 154 Rinder, 278 Schafe, 68 Schweine, 56 Ziegen und 37 Bienenvölker.
Durch die Thüringer Verordnung vom 16. Februar 1994 erfolgte die Auflösung der Gemeinden Fernbreitenbach, Gospenroda, Herda, Horschlitt und Vitzeroda und ihre Eingliederung in die Stadt Berka/Werra mit Wirkung vom 18. März 1994. Diese ging zum 1. Januar 2019 in der Stadt Werra-Suhl-Tal auf.

## Sehenswürdigkeiten
- Die Dorfkirche des Ortes wurde 1784 im Fachwerkstil erbaut.[5]